# Josef Blättler (Politiker, 1881)
Josef Hermann Blättler (* 25. Februar 1881 in Hergiswil NW; † 10. Oktober 1944 ebenda) war ein Schweizer Politiker (Liberalismus). Von 1934 bis 1944 gehörte er dem Regierungsrat des Kantons Nidwalden an.

## Leben
Der Sohn des Polizisten Franz Blättler und der Klara Odermatt wurde in Hergiswil NW geboren. Nach der Schulzeit arbeitete er im Betreibungsamt und Steueramt und wurde dort schliesslich Chef. Zudem übte er das Amt eines Korporationspräsidenten aus.
Seine politische Karriere begann auf lokaler Ebene mit dem Amt des Armenpräsidenten und endete mit dem Amt des Gemeindepräsidenten von Hergiswil. Auf kantonaler Ebene wurde er Ratsherr im Landrat.
Blättler wurde stark politisiert durch die Frage, ob Nidwalden durch einen Stausee auf der Bannalp energiemässig unabhängig werden sollte. Er war auf der Seite der Befürworter, die ab 1934 die alte Garde der Nidwaldner Politiker ablöste. Daher war er zwischen 1934 und seinem Tod 1944 Regierungsrat. Zudem wurde er Parteipräsident der Liberalen Partei Nidwalden (LPN).
Blättler heiratete am 20. Mai 1909 die Sarnerin Rosalie Engelberta Dillier. Aus dieser Ehe stammen ein Sohn und eine Tochter.